# Mark Boozer
Mark Boozer (* im 20. Jahrhundert) ist ein US-amerikanischer Pianist und Musikpädagoge.

## Leben
Boozer hatte als Kind Klavierunterricht bei Ruth Young Wilson und Ida Fortune in seiner Heimatstadt Bowling Green, Virginia. Später studierte er an der Ball State University (Bachelor) und an der Northwestern University. Seine Lehrer waren hier u. a. Michel Block, John Browning, Jean Charles Kohler, Gui Mombaerts und Robert Weirich. Er lebt in Atlanta und unterrichtet dort als Associate Professor an der Clark Atlanta University.
Das Repertoire des Pianisten Boozer reicht von Bach bis zu zeitgenössischen Komponisten wie Alberto Ginastera. Insbesondere profilierte er sich als Interpret der Klavierwerke William Grant Stills, die er u. a. bei der William Grant Still International Conference der University of Northern Arizona präsentierte. Er nahm an der internationalen Konferenz für afrikanische Klaviermusik der University of Pittsburgh teil, war 2001 einer der Pianisten bei der amerikanischen Erstaufführung von Emmanuel Gyimah Labis Symphony Concertante: Baptism By Fire für drei Klaviere und Orchester mit dem St. Louis Symphony Orchestra und trat beim International Festival and Symposium on Composition in Africa and the Diaspora der University of Cambridge teil. Als Klavierbegleiter arbeitete er u. a. mit dem Bariton William Warfield zusammen. In der Reihe American Classic des Labels Naxos nahm er eine CD mit Werken William Grant Stills auf. Aufnahmen entstanden u. a. auch mit dem Clark Atlanta University Jazz Orchestra.

## Diskographie
- William Grant Still: Pianomusic, Naxos 2005
- A Tribute to Our Ancestors
- A Spiritual Remembrance